# Теория больших денег
«Теория больших денег» – российский сериал, снятый в жанрах драмы, детектива и комедии. В главной роли снялся Илья Маланин. В центре сюжета – аутичный математик, который начинает борьбу с букмекерской мафией.  
Сериал вышел 19 октября 2023 года на платформе Иви.
Режиссеры сериала – Филипп Файберг и Ксения Мирошник.

## Сюжет
Михаил Александрович Нефедов – математик с синдромом саванта – отличается феноменальной памятью, высоким уровнем интеллекта и аутичными чертами. Он работает преподавателем в университете и имеет внебрачного сына, на лечение которого требуется большая сумма денег. Рассчитав возможность выигрыша на букмекерских ставках, Михаил решается добыть деньги именно таким способом. Однако проигрывает. Понимая, что проигрыш был невозможен, а значит букмекеры зарабатывают обманом, Михаил начинает борьбу с букмекерской мафией.

## Создание
Съемки сериала начались в 2022 году и проходили в Москве и Краснодаре, в том числе на территории Кубанского государственного аграрного университета.
Изначально сериал планировалось назвать «Игра головой», под таким названием сериал был представлен на фестивале «Пилот».
Рэп-артист Витя АК записал трек в рамках промо-кампании сериала. 
В сценах футбольных матчей снимались реальные футболисты.

## В ролях
| Актер            | Персонаж                                                                    |
| ---------------- | --------------------------------------------------------------------------- |
| Илья Маланин     | Михаил Александрович Нефедов – преподаватель, начавший борьбу с букмекерами |
| Леонид Басов     | Кирилл – сын Михаила                                                        |
| Максим Виторган  | Гриша – брат Михаила, проректор университета                                |
| Мария Шумакова   | Лена – жена проректора                                                      |
| Дмитрий Шевченко | Романов – сооснователь букмекерской мафии                                   |
| Иван Фоминов     | Дмитрий – сотрудник Следственного комитета                                  |
| Нино Нинидзе     | Аня – сотрудница Следственного комитета                                     |
| Филипп Рейнхардт | Йонас – компаньон Романова                                                  |
| Софья Шидловская | Влада – студентка                                                           |
| Евгений Егоров   | Петр – студент                                                              |
| Даня Киселев     | Егор – студент                                                              |

## Рецензии и мнения
Журналист «Комсомольской правды» Сергей Ефимов выделяет плюсы: 
Это все-таки остросюжетный сериал с погонями и перестрелками, которые захватывают сами по себе, но при этом лишь образуют фон для внутренней трансформации героя. «Теория больших денег» — не о конфликте аутичного человека с нормотипичным большинством, и тем более не о черных букмекерах. Это история о том, как любовь преображает людей — и речь тут не только о главном герое, которого совершенно замечательно сыграл актер Театра им. Ермоловой Илья Маланин.
и минусы сериала: 
Во-первых, развитие сюжета очевидно с первой же серии: ну, конечно, мальчик не умрет, а Михаил поймет про людей и себя что-то важное.
Во-вторых, синдром саванта — не разновидность атипичного аутизма, его нет в МКБ-10 — международном классификаторе болезней
Критик из «Ведомостей» отмечает игру Маланина и интересный образ его героя, но отмечает, что развитие персонажа заслоняет криминальная история:
Постепенное «очеловечивание» Михаила Александровича, пробуждение элементарных чувств – эта арка спокойно выдержала бы не один сезон, но ее заслонила криминальная интрига»
Автор Film.ru Максим Ершов отмечает необычность героя, но считает, что сделать его «живым» не удалось:
В отечественном кинематографе, пожалуй, прежде не было столь необычных героев, как в «Теории больших денег». Только живым и интересным сделать Нефёдова не удалось